# Rejon obuchowski
Rejon obuchowski (ukr. Обуховский район) – jednostka administracyjna w składzie obwodu kijowskiego Ukrainy.

Plan przedstawiający granicę sprzed reformy z 17 lipca 2020 r.

Rejon ma powierzchnię 3637,3 km² i liczy około 228 tysięcy mieszkańców (2021). Siedzibą władz rejonu jest Obuchów.